# Angelino Soler
Angelino Soler Romaguera  (* 25. November 1939 in Alcàsser (Horta Sud), Region Valencia Spanien) ist ein ehemaliger spanischer Profi-Radrennfahrer (1961 bis 1969). In der Radsportliteratur auch bekannt unter den Namen Antonio Soler und Angelino Soler.

## Karriere
Sein größter Erfolg ist der Gesamtsieg an der Spanienrundfahrt von 1961. Mit 21 Jahren ist er bis heute der jüngste Gewinner dieser Rundfahrt. Bemerkenswert sind auch seine drei Etappenerfolge bei der Italienrundfahrt von 1962 und der Sieg in der Bergwertung.

## Wichtigste Erfolge
- 1961 Gesamtsieger der Spanienrundfahrt mit einem Etappensieg (6. Etappe)
- 1962 Drei Etappensiege (3., 16. + 18. Etappe) an der Italienrundfahrt und Erster der Bergwertung
- 1964 7. Etappe Italienrundfahrt